# Bowdon (Dakota del Nord)
Bowdon è un centro abitato (city) degli Stati Uniti d'America, situato nella Contea di Wells, nello Stato del Dakota del Nord. Nel censimento del 2000 la popolazione era di 139 abitanti. La città è stata fondata nel 1899.

## Geografia fisica
Secondo i rilevamenti dell'United States Census Bureau, la località di Bowdon si estende su una superficie di 0,7 km², tutti occupati da terre.

## Popolazione
Secondo il censimento del 2000, a Bowdon vivevano 139 persone, ed erano presenti 43 gruppi familiari. La densità di popolazione era di 208 ab./km². Nel territorio comunale si trovavano 104 unità edificate. Per quanto riguarda la composizione etnica degli abitanti, il 99,28% era bianco e lo 0,72% era afroamericano.
Per quanto riguarda la suddivisione della popolazione in fasce d'età, il 7,9% era al di sotto dei 18, il 2,9% fra i 18 e i 24, il 16,5% fra i 25 e i 44, il 19,4% fra i 45 e i 64, mentre infine il 53,2% era al di sopra dei 65 anni di età. L'età media della popolazione era di 66 anni. Per ogni 100 donne residenti vivevano 93,1 maschi.